# 茶芥
茶芥是茶和芥末醬的合稱，專指香港一般餐館、酒樓內供應給客人的茶和各種調味品、醬菜、炒花生、小食、濕紙巾等。茶指茶位錢，有些會視乎客人喝什麼茶葉而收費，有些就劃一收費。但由於競爭激烈，有酒樓已經免收茶芥。但是，也有視之為食店服務員的主要收入來源，個別比主菜更貴。
茶芥紙巾不請自來，它們是出外飲茶吃飯的最低消費額。在大中華地區也有如此現象，不單在香港本土。

## 相關
- 汽水、橙汁及啤酒
- 加一小費
- 飯後果盤及甜品